# Olbiogaster flavicoxa
Olbiogaster flavicoxa är en tvåvingeart som beskrevs av Edwards 1923. Olbiogaster flavicoxa ingår i släktet Olbiogaster och familjen fönstermyggor. Inga underarter finns listade i Catalogue of Life.